# Mokou
Mokou  ist ein osttimoresischer Ort im Suco Opa (Verwaltungsamt Lolotoe, Gemeinde Bobonaro).

## Geographie
Die Siedlung liegt im Norden der Aldeia Raimea, auf einer Meereshöhe von 867 m und bildet einen Vorortl des Siedlungszentrum Lolotoe, dem Hauptort des Verwaltungsamtes. Westlich erhebt sich das südliche Ende des Bergrückens des Tulo (1285 m). Nordöstlich liegt der Sibi (976 m).
Eine Straße verbindet Mokou mit Lolotoe im Südosten und Bou-Tal im Suco Deudet.

## Geschichte
Am 25. April 2000 kam hier der neuseeländische Staff Sergeant Billy White bei einem Verkehrsunfall ums Leben. Er war Teil der UNTAET-Friedenstruppe. Sein Unimog kam von der Fahrbahn ab und stürzte 30 Meter in die Tiefe. An ihn erinnert ein kleiner Gedenkort am Dorfrand von Mokou.